# Западный Суссекс
За́падный Су́ссекс, также Уэ́ст-Са́ссекс (англ. West Sussex) — церемониальное неметропольное графство на юге Англии. Входит в состав региона Юго-Восточная Англия. Столица — Чичестер, крупнейший город — Уэртинг. Население 776,3 тыс. человек (27-е место среди церемониальных графств и 9-е — среди неметропольных графств; данные 2007 г.).

## География
Общая площадь территории 1991 км² (30-е место среди церемониальных графств и 27-е — среди неметропольных графств). Максимальная высота — холм Блэк-Даун, 280 м.

## Административное деление
В составе графства выделено 7 административных районов.
|  | 1. Уэртинг 2. Аран 3. Чичестер 4. Хоршем 5. Кроли 6. Мид-Суссекс 7. Адур |

## Галерея
Среди местных достопримечательностей — средневековый Чичестерский собор, аристократическая резиденция Петворт-хаус и знаменитый в английской истории замок Арунделов.

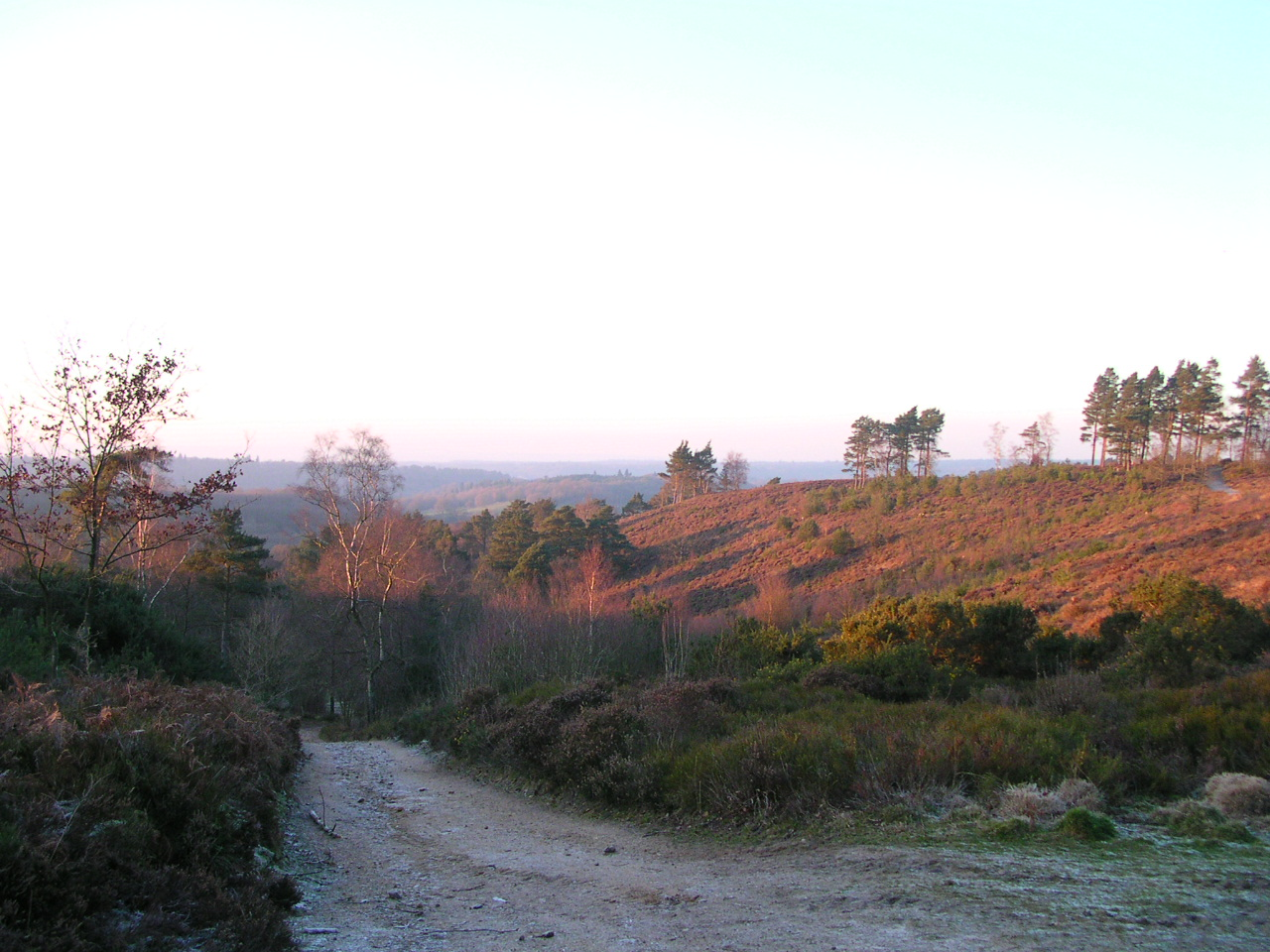
Вид с холма Блэк-Даун на северо-запад
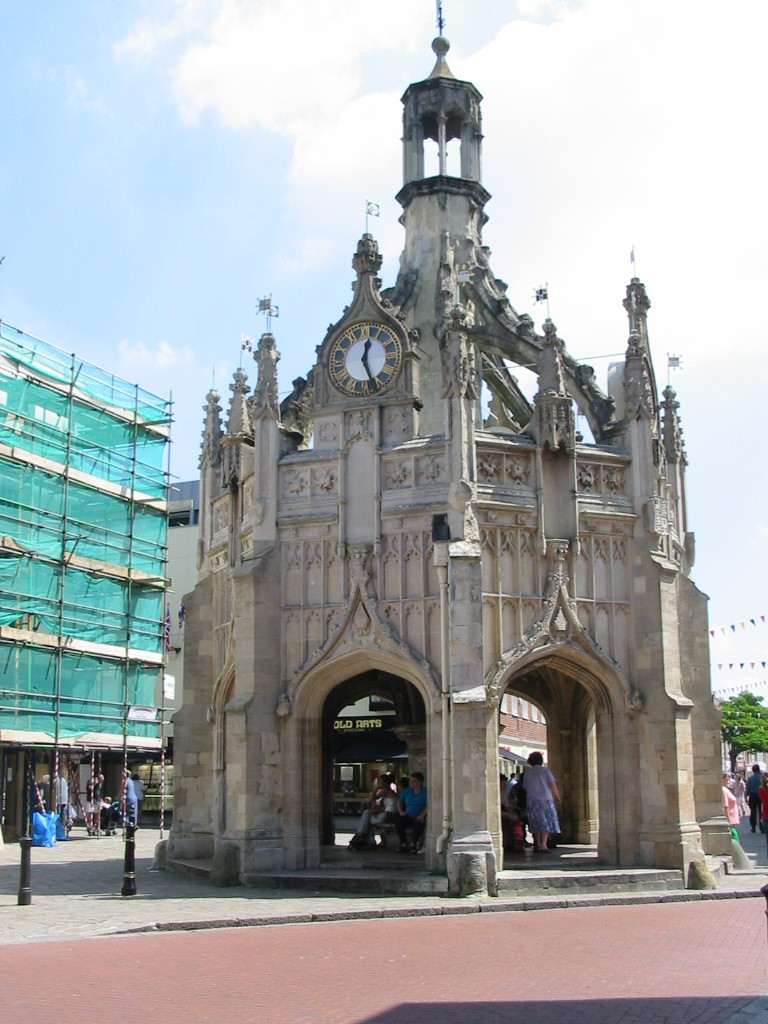
Чичестер, The market cross
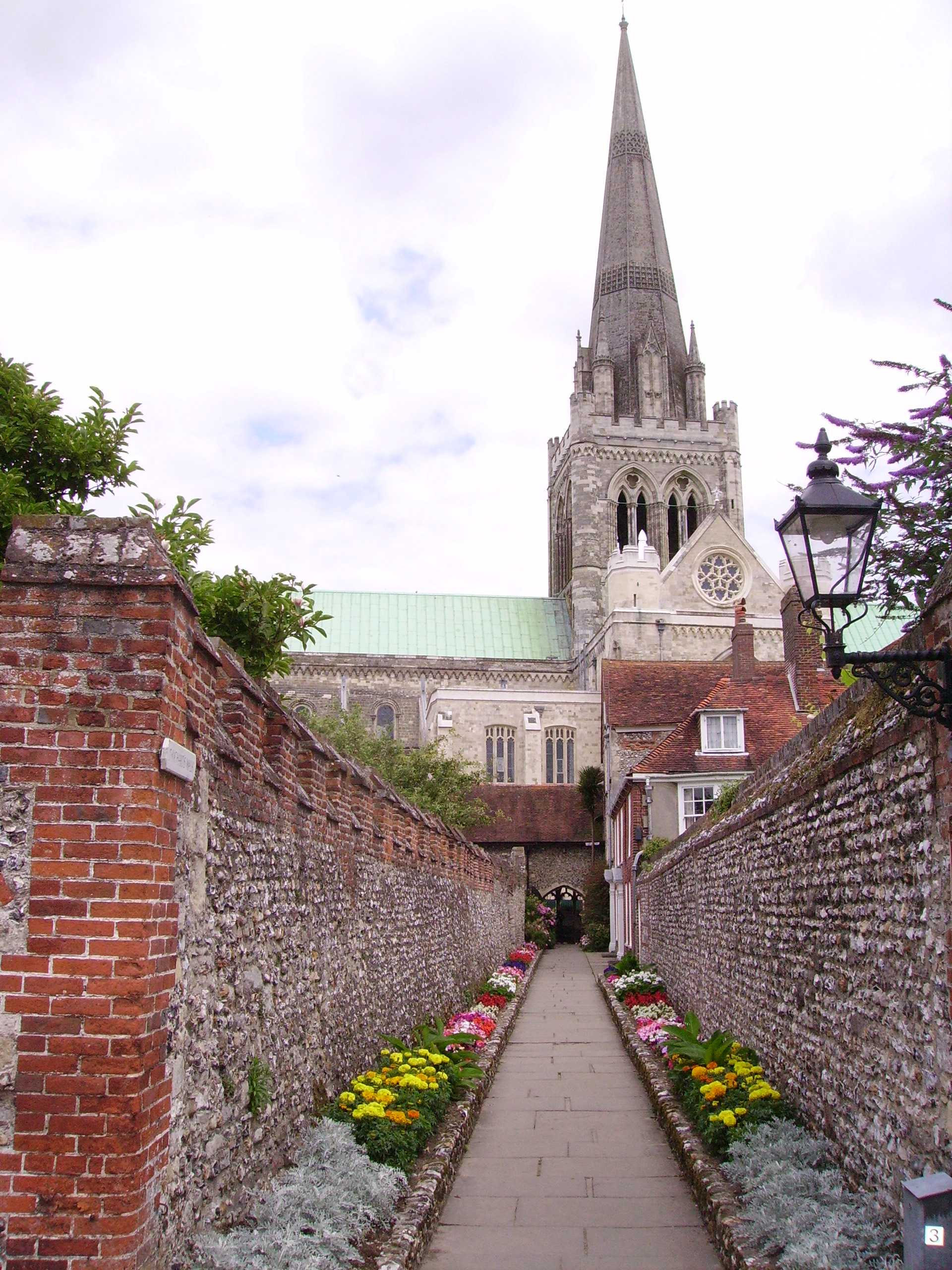
Собор Чичестера
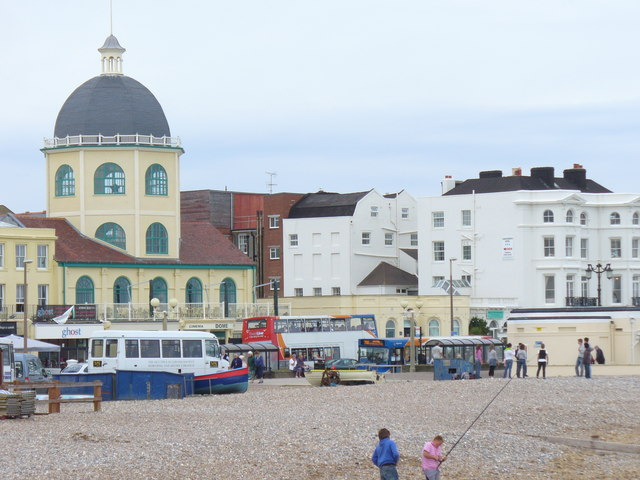
Уэртинг, Dome Cinema on Marine Parade
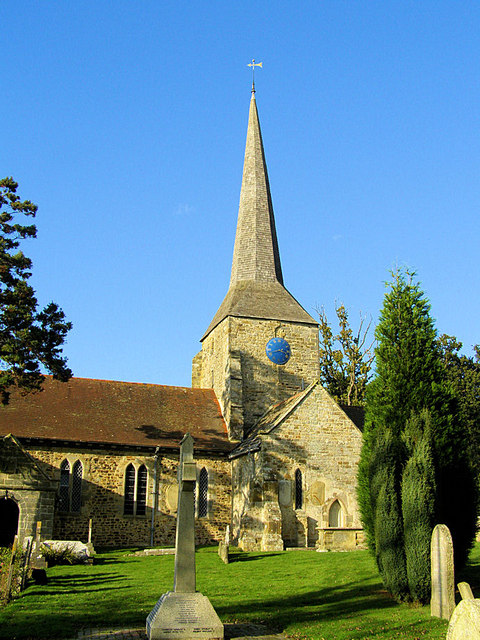
St Giles Church, деревня Horsted Keynes
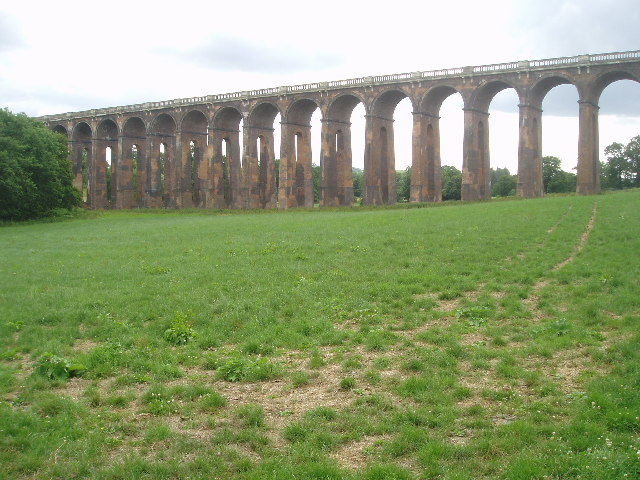
Виадук долины Уз между городом Хейвардс-Хит[англ.] и деревней Балкомб[англ.]
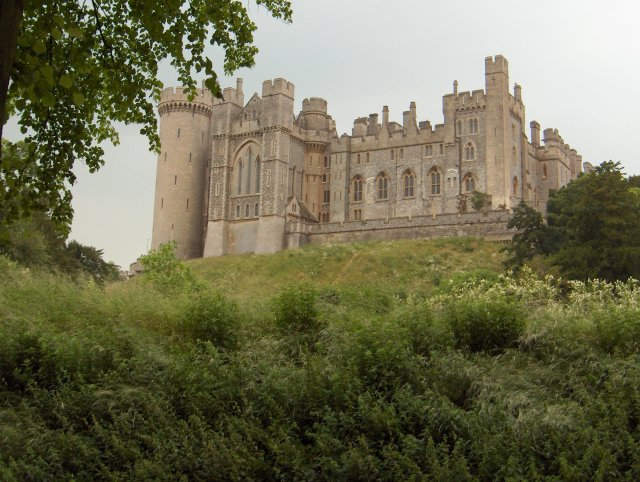
Замок Арундел
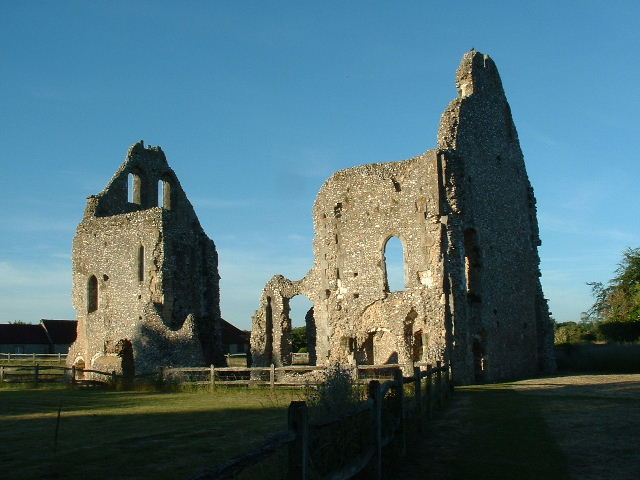
Руины монастыря Boxgrove Priory (1066-1536)
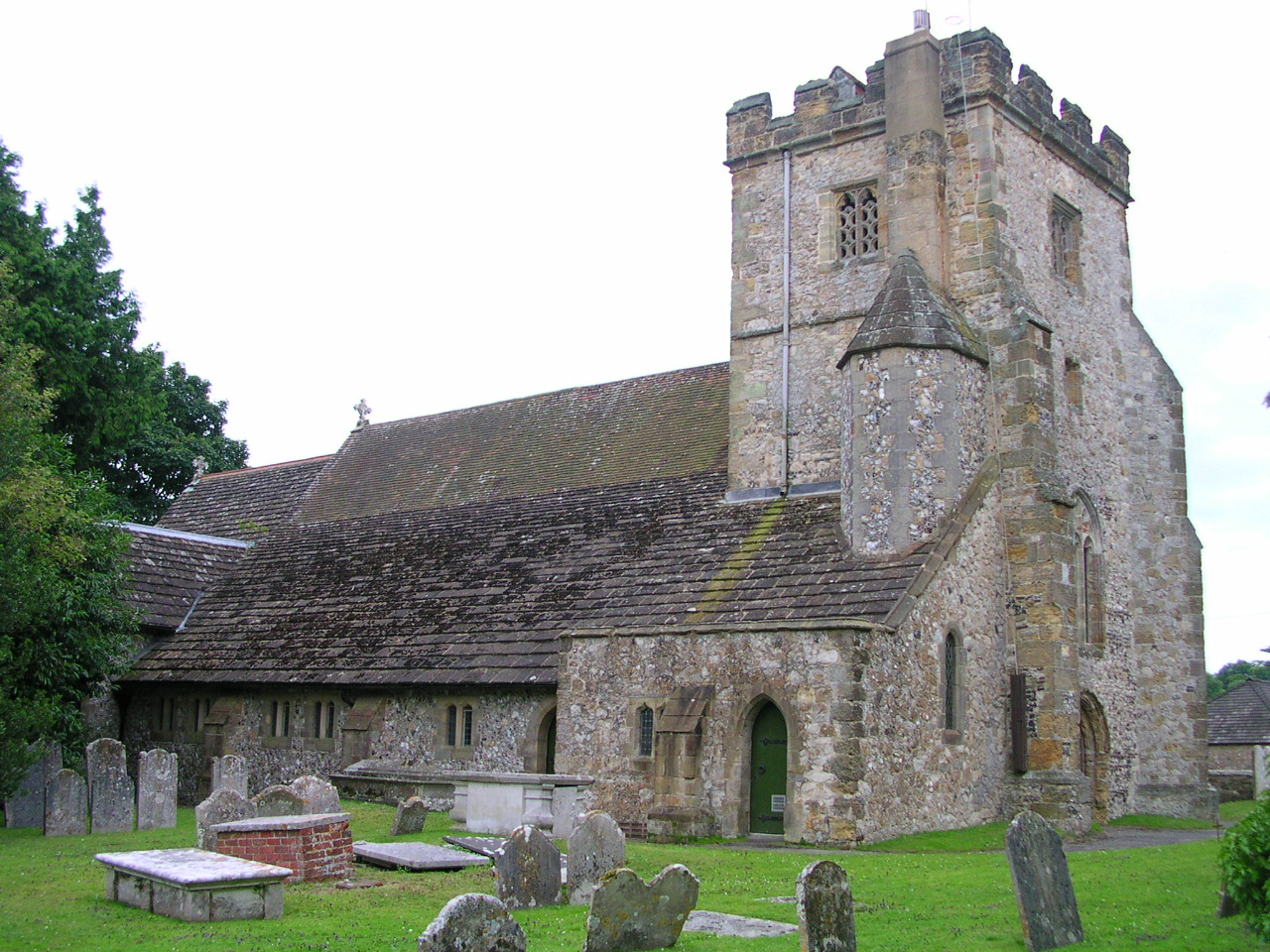
Церковь Святой Марии в Вашингтоне (конец XI века)